# Hainewalde
Hainewalde település Németországban, azon belül Szászország tartományban. Lakosainak száma 1512 fő (2023. december 31.).

## Népesség
A település népességének változása:
| Lakosok száma | 1520 | 1497 | 1519 | 1526 | 1512 |
|               | 2017 | 2019 | 2021 | 2022 | 2023 |